# 同棲レシピ
『同棲レシピ』（どうせいレシピ）は、大島永遠による日本の漫画作品。『ヤングガンガン』（スクウェア・エニックス）2005年9号・11号に読み切りの『おあずけBABY』掲載後、同年20号から偶数号の隔巻・月イチ連載されていた。「まんがかぞく」によれば、ほぼ自身の経験を元に執筆したとの事。
単行本は韓国、中国、台湾、香港でも出版されている。

## あらすじ
17歳の女子高生・藤原鈴音が父親に反発して家出し、大学生の彼氏・平野剛士の元に転がり込んできたところから物語は始まる。しかし、奥手な剛士は鈴音となかなか第一線を越えることができず、鈴音も父親譲りの毛深さが原因で剛士に嫌われてしまうのでは、と互いに悩み続ける。一方で、鈴音の父と友人である竹内美穂子には、事あるごとに邪魔され続け…。甘い同棲生活を夢見る2人と彼らを取り巻く人物を中心に、心の休まらない日々が始まる。

## 登場人物
平野剛士（ひらの たけし）
どこにでもいる平凡な19歳の大学生。童貞。鈴音と交際が始まって3ヶ月目に、一人暮らしをしていたアパートに彼女が転がり込んできたことをきっかけに同棲を開始する。非常に奥手で優しい性格であるが故に、恋愛に対してはあまり器用ではない。しかし、勘違いにより鈴音が全身に無数の傷を負っている姿を見て、虐待を受けていると感じたり、彼女が高熱を出して倒れた際には、自分を恫喝するヤクザ者である鈴音の父親に対しても、毅然とした態度で臨むなど、鈴音に対する気持ちはかなり真剣。親と喧嘩別れ同然に独立したため、仕送りを受け取らず、アルバイトで生計を立てながら生活している。通っている大学もそこそこのレベルの様で、勉強もスポーツもそれなりにこなせる。
藤原鈴音（ふじわら すずね）
17歳の現役女子高生、処女。父親の束縛と「毛深さ」に嫌気が差し、剛士の住むアパートに転がり込む。剛士同様、恋愛に関しては非常に奥手。父親譲りの毛深さが目下の悩みの種で、それが原因で剛士に嫌われる事を非常に恐れている。性格は基本的にとても優しいのだが、剛士に対して、アルバイトと自分のどちらが大切なのか、と聞くといったような多少わがままで癇癪持ちな一面もある。また、家庭が裕福である為、金銭感覚に疎かったり、父親の仕事が何であるか理解をしておらず、「正義の味方」であると思い込んでいるなど、やや「アホ」な部分もある。学業成績も決して良いものではなく、それゆえに一度は父親に同棲を解消させられそうになった。しかし、書道の腕前はなかなかのものである。ブラのサイズはEカップ。
竹内美穂子（たけうち みほこ）
鈴音の友人。通称『竹ちゃん』。ボーイッシュで、非常にサバサバした性格。かなりのサディスト。連載当初は剛士の事を快く思っておらず、事あるごとに剛士と鈴音の仲を引き裂こうとしていたが、次第に剛士に惹かれるようになる。連載開始当初は、智ちゃんの家に居候していた。後に剛士のアパートに入り込もうとしたが、鈴音の「剛士と2人で過ごしたい」との言葉に根負けし、かといって家庭環境が非常に荒れており、高校入学以来は友人や親戚の家を転々とし続けて帰る家も無い身であった為、途方に暮れていたところに、タカオから一緒に暮らすように誘われ、「2人を監視できる」という理由で、彼の部屋で同棲することを決める。学業成績は学年でもトップクラスで、料理の腕前もかなりのもの。しかし、極度の運動音痴である。なかなかのグラマラス体形の持ち主。清潔好きで、ゴキブリと雷が大の苦手。ブラのサイズはDカップ。
保谷智子（ほうや ともこ）
鈴音の友人。通称『智ちゃん』。竹ちゃんとは対照的に、外見・性格ともにあどけなく、穏やかなイメージ。竹ちゃんが剛士と鈴音の交際に対して妨害工作を行う度に狼狽する。竹ちゃんがタカオと同棲を開始するまでは、彼女を自分の家に居候させていた。実は鈴成に惚れている。ブラのサイズはBカップ。
松代隆生（まつしろ たかお）
剛士と同じ大学に通う友人。剛士曰く『イタリアンな男』。剛士とは対照的に、女性の扱い方が上手く、非常にモテる。しかし、過去に「命懸けだった」と言うまで好きになった女性が死んでしまったという経験があり、その事が原因で、二度と恋はできないものと思い込む様になってしまい、同時に何股もかけたり、自分のもとを去る女は決して追わないといったように、女性に対する執着心が無い性格になってしまった。故に、剛士達が住むアパートの隣室で同棲を始めたときも、何股もかけていることがバレてしまい、一日で解消となってしまう。しかし、剛士の部屋でダベっている時に、竹ちゃんが現れ、彼女に一目惚れする。会ってすぐに竹ちゃんの手を握り、激怒した彼女にボコボコにされるが、ひょんなことから、その日の内に彼女との同棲を開始する。前述の通り、周囲への気遣いに関しては非常に器用なのだが、一方では俗に言う『片付けられない男』で、自分自身の身の回りの事に関してはかなりズボラであり、アパートの部屋のあまりの散らかり様に、竹ちゃんを激怒させた事もある。
藤原鈴成（ふじわら すずなり）
鈴音の父親。暴力団「藤原組」の組長。妻が早世した為、男手一つで鈴音を育ててきた事から、娘を溺愛しており、それが故に娘の事が絡むと、最初は剛士に鉄拳を食らわす程度だったが、狙撃手を雇う、組員を引き連れ剛士のもとに殴り込みをかけるなど、その言動は次第にエスカレートしている。娘の同棲には反対しているが、娘に嫌われたくがない故に渋々黙認している。また、同棲を認めた際には、剛士に対して純潔を守り続けるように強要した。
柊虎太郎（ひいらぎ こたろう）
鈴音の幼馴染。鈴成に忠義を尽くす任侠者。幼い頃から鈴音に想いを寄せているが、愛情表現が下手なのか、嫌がらせに近い様な言動しか出来ず、鈴音からは疎ましがられている。運動神経は抜群に良いが、頭は弱い。

## 単行本
1. 2006年8月25日発行 ISBN 978-4-7575-1745-5
2. 2007年8月11日発行 ISBN 978-4-7575-2076-9
3. 2008年4月18日発行 ISBN 978-4-7575-2266-4
4. 2008年11月25日発行 ISBN 978-4-7575-2432-3
5. 2009年4月25日発行 ISBN 978-4-7575-2547-4
6. 2009年9月18日発行 ISBN 978-4-7575-2687-7
7. 2010年2月25日発行 ISBN 978-4-7575-2811-6
8. 2010年8月11日発行 ISBN 978-4-7575-2965-6